# Grandivesica
Grandivesica is een geslacht van wantsen uit de familie van de Miridae (Blindwantsen). Het geslacht werd voor het eerst wetenschappelijk beschreven door Schuh & Schwartz in 2016.

## Soorten
Het genus bevat de volgende soorten:

- Grandivesica agnew Schuh & Schwartz, 2016
- Grandivesica aurea Schuh & Schwartz, 2016
- Grandivesica cassisi Schuh & Schwartz, 2016
- Grandivesica kadji Schuh & Schwartz, 2016
- Grandivesica pilbara Schuh & Schwartz, 2016